# خیل هامئیری
خیل هامئیری (عبری: יחיאל המאירי‎؛ زادهٔ ۲۹ اوت ۱۹۴۹) بازیکن فوتبال اهل اسرائیل بود.
وی همچنین در تیم ملی فوتبال اسرائیل بازی کرده‌است.